# Hummelelfe
Die Hummelelfe (Chaetocercus bombus, Syn.: Acestrura bombus) ist eine Vogelart aus der Familie der Kolibris (Trochilidae), die vom Südwesten Kolumbiens über Ecuador bis in den Nordwesten Perus vorkommt. Der Bestand wird von der IUCN als „potenziell gefährdet“ (near threatened) eingeschätzt. Die Art gilt als monotypisch.

## Merkmale

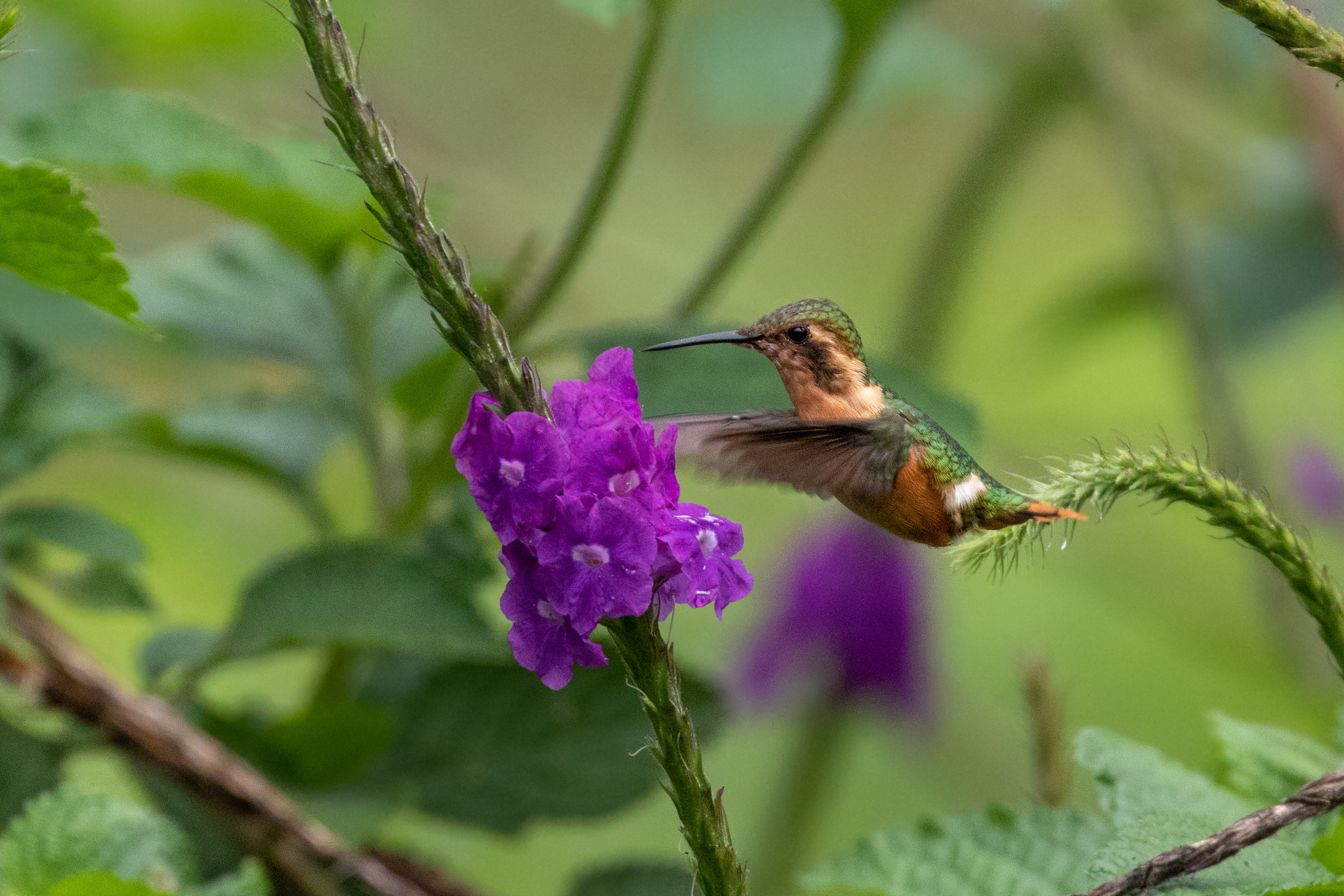
Hummelelfen-Weibchen im Flug

Die Hummelelfe erreicht eine Körperlänge von 6 bis 7 cm. Das Männchen hat einen geraden schwarzen Schnabel. Das Gefieder ist generell bronzen-blaugrün. Der Augenstreif ist gelbbraun-weiß, eine Farbe, die in den Ringkragen und das Brustband übergeht. Die Kehle ist rosarot, der Rest der Unterseite bronzen blaugrün. Der Schwanz ist gegabelt, die äußeren Steuerfedern sind zu Gabelzacken reduziert. Männchen im Ruhekleid haben eine zimtfarbene bis fuchsrote Kehle. Die Backen sind dunkel. Das Weibchen ist auf der Oberseite bronzegrün, auf der Unterseite zimtfarben. Die Seiten und die Kloake sind dunkelgelb. Der dunkelgelbe abgerundete Schwanz hat ein schwarzes subterminales Band. Jungtiere ähneln den Weibchen.

## Verhalten und Ernährung
Die Hummelelfe bezieht ihren Nektar von Agaven, Korbblütlern, Cavendishia, Inga, Muntingia, Palicourea, Psammisia und anderen Heidekrautgewächse. Ebenso gehören Gliederfüßer zu ihrer Nahrung. Es wird vermutet, dass sie sich wie die Weißbauchelfe (Chaetocercus mulsant) anderen Kolibris unterordnet. Mit ihrem langsamen hummelähnlichen Flug fällt sie Territorieninhabern oft nicht auf. Eigene Futterterritorien gehören nicht zu ihrer Futterstrategie.

## Fortpflanzung
Über die Reproduktionsbiologie der Hummelelfe ist nur bekannt, dass ein Männchen im März bei der Balz beobachtet wurde.

## Lautäußerungen
Vermutlich besteht der Gesang der Hummelelfe aus einer Mischung aus Tschilps, Gezwitscher und summenden tsitsitsi..tssi-tssi..tschitschip-Tönen. Während der Nahrungsaufnahme und im Schwirrflug gibt sie einzelne tschip- oder doppelte tschiptschip-Laute von sich. In Kommunikation mit anderen Kolibris oder bei der Jagd hört man auch piepsige xwi-xwi-ti-ti-ti-Töne. Der Flügelschlag klingt im Schwirrflug bienengleich, die Schwanzfedern können einen rasselnden Klang hervorbringen.

## Verbreitung und Lebensraum

Verbreitungsgebiet der Hummelelfe

Die Hummelelfe bevorzugt laubabwerfende Wälder in der Übergangszone von feuchten zu halbfeuchten Gebieten in Höhenlagen von Meeresspiegel bis 2300 Meter im Westen Ecuadors und 900 bis 3000 Meter im Osten Ecuadors und in Peru. Ihr Futter holt sie sich von den unteren bis zu den mittleren Straten.

## Migration
Die Hummelelfe ist vermutlich ein Standvogel, der als saisonaler Strichvogel eventuell auch in den Höhenlagen wandert.

## Gefährdung
Durch Degradation und Verlust ihres Lebensraums ist die Hummelelfe in ihrem Bestand bedroht. BirdLife International vermutet auch in Zukunft eine weitere Abnahme der Individuenzahl in dem eher kleinen und fragmentierten Verbreitungsareal. 

## Etymologie und Forschungsgeschichte
Die Erstbeschreibung der Hummelelfe erfolgte 1871 durch John Gould unter dem wissenschaftlichen Namen Chaetocercus bombus. Das Typusexemplar wurde von W. Buckley am Río Citado gesammelt. Im Jahr 1855 führte George Robert Gray die neue Gattung Chaetocercus ein. Dieser Name setzt sich aus den griechischen Wörtern χαίτη chaítē für „langes fliegendes Haar“ und κέρκος kérkos für „Schwanz“ zusammen. Der Artname bombus ist das lateinische Wort für „summend, brummend“ oder kann auch vom griechischen βόμβος bómbos mit derselben Bedeutung abgeleitet werden.